# Pruh (symbol)
Pruh v matematických zápisech je vodorovná čára nad částí výrazu, která se používá v různých významech:
- Vyznačení periodického desetinného rozvoje v zápise desetinných čísel, např. 1,136
- Označení aritmetického průměru
- Symbol pro uzávěr množiny (méně často doplněk množiny)
- Označení komplexně sdruženého čísla
- Operátor logické negace

V posledních dvou případech lze pruh psát nejen nad jedním symbolem, ale nad celým podvýrazem; v případě potřeby je možné použít více pruhů nad různými částmi výrazu a jeho pomocí vyjádřit pořadí vyhodnocování, jako kdyby byly použity závorky, např.
{\displaystyle {\overline {{\overline {A}}+{\overline {B}}}}=A.B}